# Шахтахтинский, Мухаммед-ага Мухаммед-Таги Султан оглы
Мухаммед-ага Мухаммед-Таги-Султан оглы Шахтахтинский (азерб. Məhəmməd ağa Məhəmmədtağı Sultan oğlu Şahtaxtılı; 1846, Шахтахты, Нахичеванский уезд, Грузино-Имеретинская губерния, Российская империя — 12 декабря 1931, Баку, Азербайджанская ССР, ЗСФСР, СССР) — видный азербайджанский публицист, просветитель, востоковед, языковед, педагог и общественный деятель. Действительный член Международного фонетического общества (1899), член Международного азиатского общества (1900), член Кавказского отделения Императорского русского географического общества (1903).

## Биография
Мухаммед-ага Шахтахтинский родился в 1846 году в селе Шахтахты. Учился в Нахичеванской городской школе. В 1863 году окончил Тифлисскую классическую гимназию. В том же году в Петербурге самостоятельно выучил немецкий язык. В 1869 году окончил факультет философии, истории и права Лейпцигского университета. В 1873—1875 годах слушал лекции в школе Восточных языков в Париже, где выучил французский язык. Писал научные и художественные произведения на азербайджанском, русском, немецком, французском, английском, арабском, турецком и персидском языках.
Научную деятельность начал в Германии исследованиями по истории Востока. В статьях, опубликованных Шахтахтинским в 70-е годы XIX века, ощущается влияние либерального народничества. Был последователем М. Ф. Ахундова в области преобразования алфавита. Впервые в истории преобразования алфавита на Востоке в 1879 году в Тифлисе опубликовал книгу «Усовершенствованный мусульманский алфавит». 
Некоторое время работал в газете «Московские ведомости» сотрудником и специальным корреспондентом в Стамбуле. В 1891—1893 годах являлся временным редактором газеты «Каспий». В 1898 году пытался издавать газету «Тифлис» на азербайджанском языке. Однако, царская цензура не разрешила издание газеты. В том же году Шахтахтинский уехал в Европу. До 1902 года жил в Париже. Преподавал восточные языки в Коллеж де Франс. Опубликованные за этот период произведения на французском языке стали предметами споров и рассуждений в печати Западной Европы и Америки. М. Шахтахтинский под руководством профессора П. Пассина проводил исследования в области фонетики в Университете Сорбонны и в 1901 году получил почетный диплом Министерства просвещения Франции.
В 1902 году открыл в Тифлисе специальную типографию, где с марта 1903 года начал выпускать газету «Шарги-Рус» («Русский Восток»). Эта газета сыграла важную роль в истории азербайджанской литературы и печати. Наряду со злободневной политической информацией в газете «Шарги-Рус» уделялось внимание значительным событиям в жизни мусульман в России. Одновременно в «Шарги-Рус» публиковались современные литературные произведения, среди которых важное место занимали переводы. «Шарги-Рус» стала важным органом, занимавшимся вопросами языка, письменности и национальной идентичности. Газета призывала к использованию азербайджанско-тюркского языка и играла роль «праотца азербайджанского литературного языка».
В 1907 году М. Шахтахтинский был избран депутатом второй Государственной думы от Эриванской губернии. После роспуска думы работал в редакции газеты «Россия» в Петербурге. С 1908 по 1918 годы жил на Ближнем Востоке (Турция, Ирак, Иран). После возвращения в Азербайджан в 1919 году посвятил себя созданию Бакинского университета, читал лекции по восточным языкам и литературе. После советизации Азербайджана активно участвовал в реформировании алфавита, пропагандировал переход на латинский алфавит. Писал в таких газетах как «Коммунист», «Бакинский рабочий», «Гызыл шярг». С 1922 года на пенсии.
Скончался 12 декабря 1931 года в Баку.

## Сочинения
- Усовершенствованная мусульманская азбука. — Тифлис, 1879.
- Фонетическое восточное письмо. Маленькая азербайджанская азбука (объяснение по-русски). — Тифлис, 1902.
- Фонетическая восточная азбука. — Тифлис, 1902.
- Пояснительная записка о фонетической азбуке. — Тифлис, 1903.
- Кризис мусульманской жизнеспособности // Турецкий сборник: К событиям на Ближнем Востоке. — СПб., 1909.